# Vendesi miracolo
Vendesi miracolo (Leap of Faith) è un film del 1992 prodotto negli Stati Uniti e diretto da Richard Pearce.

## Trama
Un impostore si spaccia per un reverendo che compie miracoli. Viene però scoperto in una città in preda alla siccità da uno sceriffo, ma il miracolo avviene.